# Gent
Gent (kiejtéseⓘ: ɣ̞ɛn̪t̪; franciául Gand (kiejtéseⓘ: ɡɑ̃); régiesen Gaunt) város Belgium Flandria régiójában, a Leie folyó két partján; Kelet-Flandria tartomány fővárosa és legnagyobb települése, valamint Brüsszel és Antwerpen után az ország harmadik legnagyobb területű városa. Kikötő- és egyetemváros.
A Schelde és a Leie folyók találkozásánál alapított település a késő középkorban Észak-Európa egyik legnépesebb és leggazdagabb városa volt; 1300-ban lakosságszáma elérte az ötvenezer főt.
Gent járás a városon kívül Afsnee, Desteldonk, Drongen, Gentbrugge, Ledeberg, Mariakerke, Mendonk, Oostakker, Sint-Amandsberg, Sint-Denijs-Westrem, Sint-Kruis-Winkel, Wondelgem és Zwijnaarde településeket foglalja magában. A 2019-es adatok szerinti 262 219 fős népességével az ország második legnépesebb városa. Az 1205 négyzetkilométeres agglomeráció népessége a 2018-as adatok szerint 560 522, ezzel az ország negyedik legnépesebb körzete.

## Története
A régészeti leletek alapján a Schelde és Leie folyók térsége már a kőkorszakban is lakott volt.
A történészek többsége szerint a város régi neve (Ganda) az azonos kelta nyelvű szóból származik, melynek jelentése folyók találkozása. Más források szerint az elnevezés Gontia istennő nevéből ered.
A római korból nem maradtak fenn írásos emlékek, de az ásatások eredménye szerint a térség akkor is lakott volt. Amikor a negyedik század végén a frankok megtámadták a térséget, a kelta és latin helyett az óhollandot kezdték használni.

### Középkor
Amandus 650 körül kettő apátságot (Szent Péter-apátság és Szent Bávó-apátság) alapított. 800 körül I. Lajos (I. Károly fia) az apátságok élére Einhardot, Károly krónikását nevezte ki. 851-ben és 879-ben a várost megtámadták a vikingek.
A Flamand grófság védelme alatt a 11. századtól a település fejlődésnek indult, és városállammá nőtt. A 13. századra az Alpoktól északra Gent volt Párizs után Európa második legnagyobb városa, megelőzve Kölnt és Moszkvát; a városfalakon belül 50 000–65 000 ember élt. Ekkor a városképet a harangláb, illetve a Szent Miklós-templom uralták.
A folyók által elárasztott terület ideális volt juhtartásra, melyek gyapjújából ruhák készültek; a középkorban a legtöbb ruhát Gent állította elő.
A Brugge-ból eredő gyapjúipar által a fejlett középkor első ipari zónája Gentben jött létre. A gyapjút Skóciából és Angliából importálták, melynek köszönhetően a térségek jó kapcsolatot ápoltak. A százéves háború hatására az Angliával való kereskedelem visszaesett.

### Korai modernkor
A 15. században Flandria a Burgundi Hercegség fennhatósága alatt egyesült. A magas adók felkeléshez, majd 1453-ban a gaverei háborúhoz vezettek, melyben Gent III. Fülöppel szemben vereséget szenvedett. Ebben az időben a Németalföld politikai és társadalmi centruma a Brugge–Gent térség helyett Brüsszel és Antwerpen lett, habár Gent továbbra is fontos szerepet töltött be. Brugge és Gent két felkelést vezetett I. Miksa német-római császár ellen.
V. Károly 1500-ban született Gentben. Az 1539–1540-es felkelés miatt a városi nemességet arra kötelezte, hogy mezítláb, nyakukban kötéllel járuljanak elé. Azóta a gentieket „stroppendragereknek” („kötélhordóknak”) becézik. A Szent Bávó-apátság majdnem egészét lebontották, és helyén erődöt építettek a spanyol királyi seregeknek.
A 16. és 17. századok a nyolcvanéves háború miatt pusztulást hoztak. A háború lezárását követően Gent nemzetközi jelentőségű lett. A francia seregek 1745-ben, az osztrák örökösödési háborúban bevették a várost, majd az aacheni békeszerződést követően visszatértek Ausztriába. A napóleoni háborúkig ez a térség Osztrák-Hollandiaként vált ismertté.

### 19. század
A 18. és 19. században a térség textilipara újra fejlődésnek indult. Lieven Bauwens az ipari terveket Angliából kicsempészve 1800-ban a kontinentális Európában bemutatta a mechanikus szövőgépet.
Az 1814 karácsonyán megkötött genti egyezmény hivatalosan is lezárta az 1812-es brit-amerikai háborút. A waterlooi csatát követően Gent és Flandria tizenöt évre a Holland Egyesült Királyság fennhatósága alá került. Ebben az időben Gentben egyetem és tengeri kikötő létesült.
A belga szabadságharcot követően Gent egy évtizedre elveszítette kikötőjét, amely a helyi gazdaság összeomlásához vezetett. Gentből származnak a belga szakszervezetek, valamint a belga szocialista mozgalom is.

### 20. század
Az 1913-as világkiállítás helyszíne Gent volt, Gent-Sint-Pieters vasútállomás ekkor épült. Az első világháborúban az egyetemi oktatás holland, majd a háborút követően francia nyelven zajlott. 1919-ben a város flamandellenes rágalomhadjárat helyszíne volt.
A várost a németek mindkét világháborúban megszállták; az első világháború alatti életet Heinrich Wandt „színpadiasként” jellemezte. Gentet a brit 7. páncélos hadosztály (a „sivatagi patkányok”) és a belga erők 1944. szeptember 6-án, míg az ipari régiót a következő napokban a skót 15. gyalogos hadosztály szabadította fel.

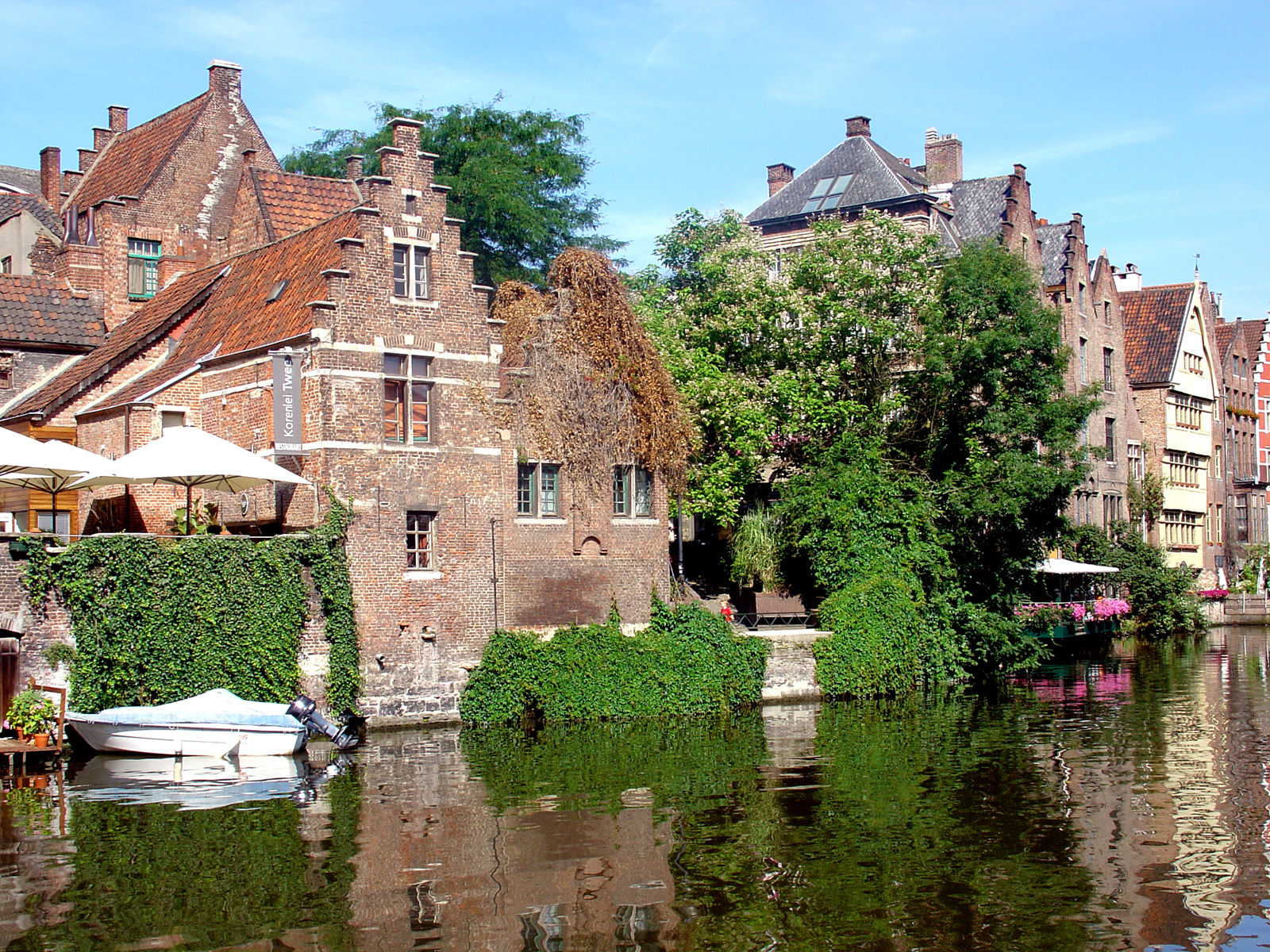
Épületek a Leie folyó mentén
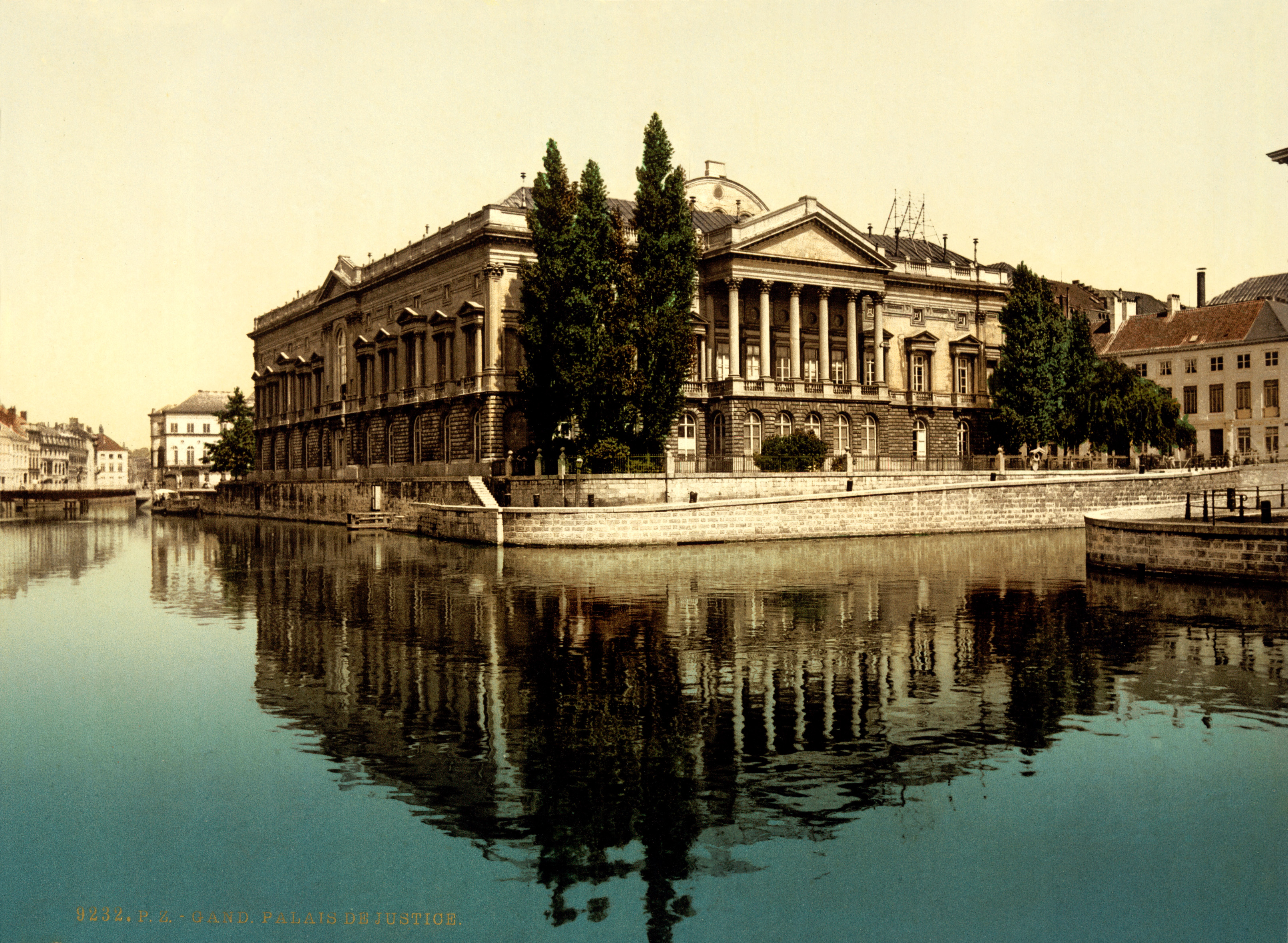
Igazságügyi palota
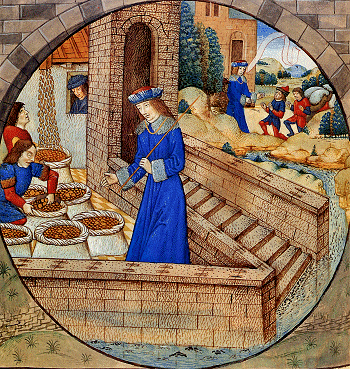
A bibliai Józsefet ábrázoló, a 15. századi genti életet bemutató festmény

## Földrajz

### Vizek
A X. században Gentnek vízi összeköttetése volt a Honte (a mai Nyugati-Scheeldt, régiesen még Heidezee-nek is nevezve) folyóval. A Burggravenstroomon keresztüli vízfolyás három ágból állt: Boekhuténál és Assenedénél a Braakmanba, valamint a Durme folyó egy régi ágán a Hontéba ömlött; utóbbi kisebb hajók számára járható volt.
A város a 12. és 13. századi iszaposodás, valamint a Gravejansdijk védőgát megépítése miatt a Braakmannal való kapcsolatát elvesztette, de Assenede és Gent között több vízi útvonalat is kialakítottak; ilyenek a Schipgracht (a 15. századtól Burgervaartstroom), illetve a De Waterganc, amelyet a régi Durme folyó szabályozásával alakítottak ki.
Az 1259 és 1269 között kialakított Lieve volt az Északi-tengerrel létesült első mesterséges víz. Az 1547-ben kiásott Sassevaart a Hontéba ömlött; később eliszaposodott, de 1823-ban kikotorták; ma ez a Gent–Terneuzen-csatorna.
A térség fontos vizei még a Leie folyó, a Gent–Brugge-csatorna, a Ringvaart és a Coupure.
Egy restaurációs projekt keretében az Alsó-Schelde, a Leie és a Schelde folyók találkozásánál kotrást végeztek.

### Kerületek
Az 1965-ös és 1977-es összevonásokat követően a város az alábbi kerületekből áll:
- Gent
- Mariakerke
- Drongen
- Wondelgem
- Sint-Amandsberg
- Oostakker
- Desteldonk
- Mendonk
- Sint-Kruis-Winkel
- Ledeberg
- Gentbrugge
- Afsnee
- Sint-Denijs-Westrem
- Zwijnaarde

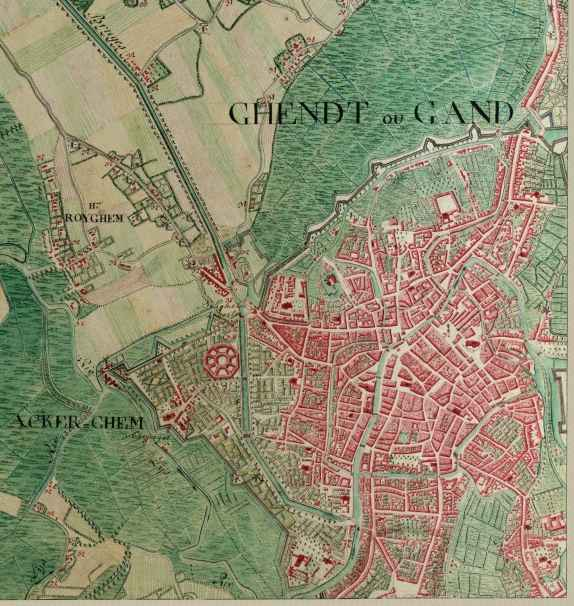
1775-ben
A kerületek elhelyezkedése

### Városrészek
A történelmi, sűrűn lakott belváros Gent kerületben található, körülötte a 19. és 20. századokban létesült, szintén nagy népsűrűségű munkásnegyedek vannak. A történelmi városmagtól délre található a 20. század elején kiépült vasút, körülötte pedig a főutak környékén kialakult peremkerületek fekszenek, melyek növekedésükkel bekebelezték a térség falvait.
Gent városa 25 városrészből áll; a belvárosban ezek a történelmi határokat, míg a külvárosban az azonos nevű kerületek határait követik.
| Név                         | Részei | Terület (km2) |
| --------------------------- | --- | ------------- |
| Binnenstad                  | Brusselse Poort, Twee poorten, Dierentuin, Gent-központ-dél, Kouter, Kuip, Nederkouter, Prinsenhof, Patershol, Sint-Jacobs, Sint-Pieters, Zuidpark | 2,67          |
| Sluizeken–Tolhuis–Ham       | Briel, Voormuide, Tolhuis, Ham | 1,25          |
| Macharius–Heirnis           | Sint-Macharius, Heirnis, Visserij | 0,74          |
| Brugse Poort–Rooigem        | Brugse Poort, Drongensesteenweg, Groendreef, Groene Vallei, Malem, Drongense Meersen | 2,54          |
| Watersportbaan–Ekkergem     | Bijloke, Blaarmeersen, Ekkergem, Neermeersen | 3,68          |
| Elisabethbegijnhof–Papegaai | Begijnhofdries, Galgenberg, Pekelharing | 0,94          |
| Rabot–Blaisantvest          | Blaisantvest, Wondelgemstraat, Rabot, Gent-Rabot vasútállomás | 0,86          |
| Wondelgem                   | Wondelgem-központ, Westergem, Kouterken, Woestijnegoed-Molenhoek, Gavers, Houtjen, Kiekebossen, Északi-Lieve-csatorna, Wissenhagestraat, Wondelgemse Meersen | 9,22          |
| Bloemekenswijk              | Rustoord, Régi Lieve, Van Beverenplein | 1,67          |
| Muide–Meulestede–Afrikalaan | Afrikalaan, Meulestede, Muide, Muidebrug | 1,51          |
| Vízi falvak és körzetek     | Darsen, Desteldonk, Langerbrugge (az Evergemmel szemközti terület), Mendonk, Pachtgoed, Port Arthur, Rieme (az Evergemmel szemközti terület), Rodenhuize, Rostijne, Sint-Kruis-Winkel, Terdonk, Texaco, Vormingsstation-kelet, Zaffelare (a Lochristivel szemközti terület) | 41,61         |
| Oostakker                   | Drie Zwaantjes, Goedlevenstraat, John Kennedylaan, Krijte, Lourdes-bazilika, Mager Goed, Oostakker-központ, Oostakkerveld, Schansakker, Voordestraat, Walput, Wittewalle | 10,64         |
| Dampoort                    | Dampoort, Nagy-Begijnhof, Scheldeoord, Scheldestraat | 1,46          |
| Sint-Amandsberg             | Sint-Amandsberg-központ, Sint-Baafskouter, Syngemkouter, Rozebroeken, Westveld, Régi Bareel, Achtendries, Sint-Bernadette | 6,5           |
| Moscou–Vogelhoek            | Vogelhoek, Arsenaal, Merelbeke vasútállomás | 1,37          |
| Gentbrugge                  | Coninxdonk, Dries, Sportplein, Zwarte Fles | 4,72          |
| Gentbrugge-óváros           | Gentbrugge-központ, Trekweg, Flora, Keizerpark, L. Vanhouttebuurt | 1,49          |
| Ledeberg                    | Ledeberg-központ, Eindeke, Belle Vue, De Naeyerdreef, Keizerspark, Moscou | 1,49          |
| Zwijnaarde                  | Zwijnaarde-központ, Roosken, Hutsepot, Egyetemi park, ’t Schaarken, Ter Linden, Zonneput, Koning Leopoldstraat, Zwijnaarde ipari park, Maaltepark, Rijvissche, Paolalaan, Klosse, Hoedjen, Nieuwgoed, Puttenhove | 12,18         |
| Új-Gent–Egyetemi kórház     | Ottergemse Dries, Egyetemi kórház, Steenakker, Új-Gent, Sint-Alois, Groothandelsmarkt | 4,15          |
| Stationsbuurt-dél           | Sint-Pieters-Aaigem, De Smet–De Naeyer, Kauwplein, Over De Meersstraat, Rekencentrum, Sint-Pieters-Aalst | 2,67          |
| Stationsbuurt-észak         | Citadelpark, Ganzendries, Heuvelpoort, Patijntje, Gent-Sint-Pieters vasútállomás | 2,19          |
| Sint-Denijs-Westrem         | Sint-Denijs-Westrem-központ, Drie Sleutels, Vierschaar, Rosdam, Maalte, Steenaarde, Bugten, Maria Middelares Kórház, Afsnee-központ, Kouter, Goedinge | 8,49          |
| Mariakerke                  | Beekstraat-Kouter, Brug-délkelet, Brug-délnyugat, Kerkwijk, Kolegem, Lieve-csatorna, Maeswal, Mariakerke-központ, Steengoed, Valkenhuis, Vijfhoek | 8,29          |
| Drongen                     | Assels, Baarle község, Baarlevelde, Blauwpoort, Campagne, De Karper, De Roos, Drie Leien, Drongen ipari park, Drongen község, Eikendreef, Gaverland, Halewijn, Heie, Heilig Huizeken, Helsendries, Hoogland, Keuzemeersen, Keuzestraat, Kraaiaarde, Lake, Luchteren, Mijlpaal, Noordhout, Régi Abdij, Régi Wee, Paradijskouter, Prinsenhof, Slindonk, Ter Rivieren, Varendries, Vierlinden, Wafelijzer | 25,63         |

## Népesség

### Nemzetiségek
| Etnikumok            | Etnikumok            | Etnikumok | Etnikumok | Etnikumok |
| -------------------- | -------------------- | --------- | --------- | --------- |
| Etnikum              |                      |           | %         |           |
| Belga                | Belga                |           | 64.5      | 64.5      |
| Ázsiai               | Ázsiai               |           | 12.6      | 12.6      |
| Kelet-európai        | Kelet-európai        |           | 9.1       | 9.1       |
| Egyéb nyugat-európai | Egyéb nyugat-európai |           | 5.0       | 5.0       |
| Észak-afrikai        | Észak-afrikai        |           | 3.4       | 3.4       |
| Szaharai             | Szaharai             |           | 3.3       | 3.3       |
| Egyéb                | Egyéb                |           | 1.8       | 1.8       |
| Nem belga összesen   | Nem belga összesen   |           | 35.5      | 35.5      |
|                      |                      |           |           |           |

A 2020-as népszámlálás szerint a lakosok 35,5%-a bevándorló, 15,3% pedig nem belga állampolgár. Több városrészben (például Dampoort vagy az egyetemi negyed) a bevándorlók vannak többségben. Sleepstraat térségében számos török étterem található.
| Ország                    | Szám    | %      |
| ------------------------- | ------- | ------ |
| Belga származású belga    | 165 164 | 64,6%  |
| Külföldi származású belga | 56 990  | 21,26% |
| Szomszédos ország         | 5523    | 2,06%  |
| Más EU-ország             | 5354    | 2%     |
| EU-n kívül                | 46 113  | 17,2%  |
| Nem belga                 | 45 968  | 17,14% |
| Szomszédos ország         | 4691    | 1,75%  |
| Más EU-ország             | 20 355  | 7,59%  |
| EU-n kívül                | 20 922  | 7,8%   |
| Összesen                  | 268 122 |        |

### Lakosságszám
1977-ben jelentős elvándorlás indult a külvárosok irányába. A bevándorlók és a városrehabilitációs programok hatására 1999-ben a népesség újra növekedni kezdett.
- Forrás: Statistics Belgium és Gent városa (1977 óta az összevont Gent része)[18]
- Megjegyzések:
  - Meghatározás módja: 1806 és 1970 között: népszámlálás, 1970-től: január 1-jei népességszám
  - 1927: Desteldonk, Ertvelde, Evergem, Kluizen, Mendonk, Oostakker, Sint-Kruis-Winkel és Zelzate Genthez csatolása – +8 km2 és 1250 lakos
  - 1965: Desteldonk, Mendonk és Sint-Kruis-Winkel, valamint Kluizen, Oostakker, Wachtebeke és Zaffelare egyes részeinek Genthez csatolása – +31,08 km2 és 3250 lakos
  - 1977: Afsnee, Drongen, Gentbrugge, Ledeberg, Mariakerke, Oostakker, Sint-Amandsberg, Sint-Denijs-Westrem, Wondelgem és Zwijnaarde Genthez csatolása, valamint területcsere Zwijnaarde és Merelbeke között – +87,34 km2 és 108 952 lakos

- Forrás: Statistics Belgium – Meghatározás módja: 1831 és 1990 között: népszámlálás, 1990-től: január 1-jei népességszám

### Vallás

#### Kereszténység

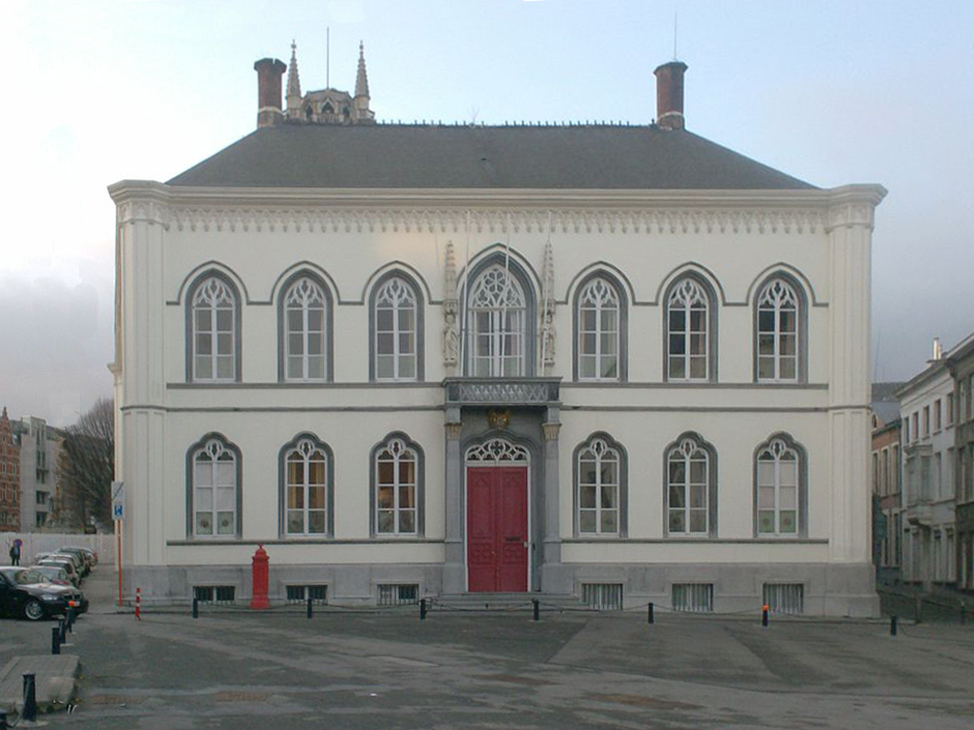
Püspöki palota

Gent a Genti főegyházmegye székhelye. A Szent János-templom helyett ma a Szent Bávó-katedrálist használják. A városban számos kolostor, valamint egyházi üzemeltetésű kórház található. Oostakker kedvelt zarándokhely.
1577 és 1584 között a városnak kálvinista vezetése volt. A protestáns egyház székhelye kezdetben a franciák által lerombolt kapucínus kolostor kápolnájában volt, ami ma a Rabot-templom nevet viseli. A templom a protestánsok Kelet-flandriai egyházmegyéjéhez tartozik.
A városban nyolc holland nyelvű evangélikus gyülekezet van, melyek a Flandriai Evangélikus Szövetséghez tartoznak. A kormány az evangélikus gyülekezeti szövetségeket együttesen ARPEE néven tartja nyilván.
Az anglikánok székhelye a Szent János anglikán templom, emellett a tengerészek számára fenntartanak egy missziót. Az anglikán gyülekezet jelenléte 1816-tól bizonyított. A két gyülekezet az Északnyugat-európai főesperességhez tartozik.
Az András apostol-plébánia a Konstantinápolyi Ökumenikus Patriarchátushoz tartozik. Létrehozásában nagy szerepe volt Ignace Peckstadt főpapnak.

#### Iszlám
A városnak kilenc török, öt marokkói és egy pakisztáni mecsete van. A legrégebbi török szervezet az 1978-ban alapított Genti Török Kulturális Központ (Büyük Cami, ismertebb nevén Nagymecset), amely a Rietstraaton és Ledebergben található két kisebb mecsettel a Diyanet, a török vallási hatóság felügyelete alá tartozik. A Diyanet ellenzéke három mecsetet alapított (Milli Görüş, Aksemsettin Talebe Yurdu, illetve a szúfista Ih-Vak).
A magrebi Nagymecset Belgium egyik legrégebbi mecsete. Dampoortban és Brugse Poortban egy-egy marokkói mecset található.
A város 13,7%-a vallja magát muszlimnak.

#### Szikhizmus
A 125 családot számláló szikh közösségnek 2015 májusa óta saját temploma (Mata Sahib Kaur) van, amely a Kortrijksepoortstraaton található. Az első világháborúban sok szikh harcolt a városban, de számuk Sukhdev Singh Jalwehra 1985-ös felkelését, illetve az Aranytemplom India általi ostromát követően nőtt jelentősebben.

#### Judaizmus
A városi zsidó közösség a huszadik században Oroszországból és Lengyelországból tanulási céllal ideköltözött száz főből áll.

#### Buddhizmus
A Triratna (jelentése: három ékkő – buddha, dharma, szangha) buddhista központot 1996-ban alapította Sangharakshita.

#### Ateizmus
Gent liberális közösségeit a Geuzenhuis fogja össze, melynek találkozóhelyei a De Geus van Gent, illetve a Humanistisch-Vrijzinnige Vereniging Gent és a Vermeylenfonds székhelyei. A Geuzenhuis a Vrijzinnige Verenigingen szakszervezettel áll kapcsolatban.
A Willems alap székhelye 1868 óta a Vrijdagmarkton található Szabóház. A szervezet 38 alapítójából 31 (köztük első elnöke, Jules de Saint-Genois) is genti származású. A soron következő elnökök Ferdinand Augustijn Snellaert, Prudens Van Duyse és Julius Vuylstek voltak; utóbbi 1862-től antiklerikális irányt vett, emiatt a konzervatívabb tagok kiléptek a szervezetből.
A Vrijdagsmarkton találhatók a Bond Moyson és Ons Huis szocialista szervezetek székhelyei. Egykor a Bond Moyson épületében (Groote Magazijnen) voltak a Maatschappij Vooruit kollektíva üzletei, a találkozókat pedig az Ons Huisban tartották. A földszinten kávézó, az emeleten tárgyalók, könyvtár és táncterem volt. Az épület 1930-ban a Meerseniersstraatra nyíló szárnnyal bővült.

## Látnivalók
Gentben több mint 9800 épületet nyilvánítottak a kulturális örökség részévé.

### Történelmi belváros

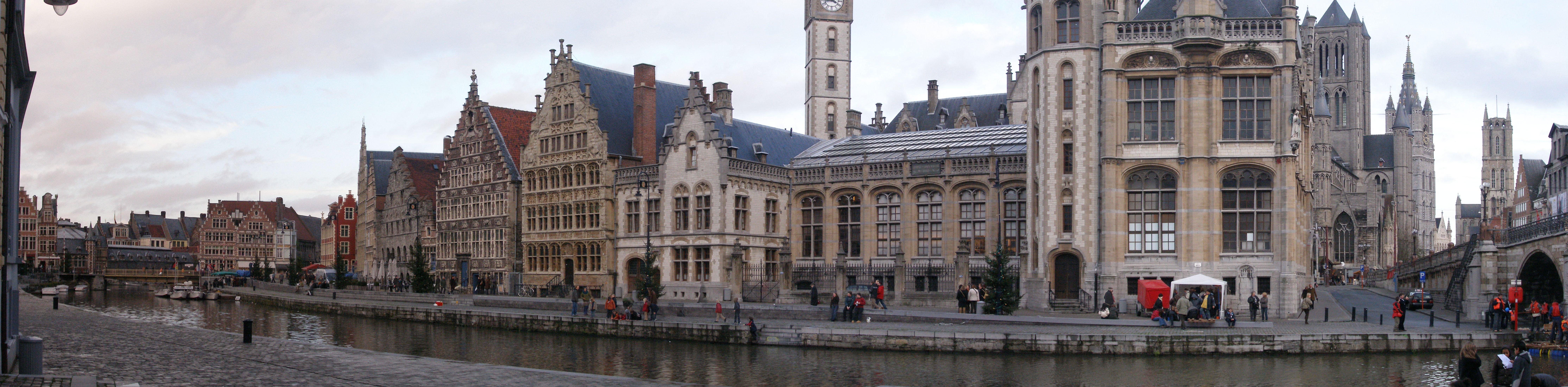
A Graslei rakpart, jobbra a „három toronnyal”

Gent városképét a „három torony” (harangláb, Szent Bávó-katedrális (korábban Szent János-templom) és a Szent Miklós-templom) uralja. A Szent Bávó-katedrálisban található a Jan van Eyck által tervezett genti szárnyas oltár. Az egyetemi könyvtárat (Boekentoren) és annak eredeti bútorzatát az 1930-as években tervezte Henry Van De Velde. A KBC Arteveldetoren irodaépületet 2012-ben adták át, az új városi könyvtár (De Krook) pedig 2017 márciusában nyílt meg.
A Graslei és Korenlei rakpartokon számos történelmi polgári épület (például céhtermek vagy a régi posta) találhatók. Az 1180-ban épült, 1353-ig Flandria grófjának otthonaként szolgáló Gravensteen védelmi rendszere érintetlenül fennmaradt. A később börtönként, majd pamutgyárként is használt épületben ma múzeum működik. A Prinsenhof V. Károly szülőhelye.
A tizennegyedik századi harangláb a világörökség része. A Lakenhal a középkorban a gyapjú- és ruhakereskedelem központja volt. Közelükben található a gót stílusú városháza. A XIII. században épült Geeraard de Duivelsteen ma a levéltár székhelye. Az operaháznak egy 19. századi neoklasszicista épület ad otthont.
A régi városfalakon belül a Rabot városrész tornyai, valamint a Peperbus világítótorony maradtak fenn. Az öt méteres Dulle Griet ágyút a 16. században állították fel; ma a Vrijdagmaarkton (pénteki piac) található. A város legrégebbi piacterei az Oude Vismijn, valamint a középkori Groot Vleeshuis (Nagy húspiac).
A középkorból a Szent Bávó-katedrális és a Szent Miklós-templom mellett két vallási épület (Idősebb Jakab apostol-templom és Mihály arkangyal-templom)Sablon:Íegyzet maradt fenn; utóbbit a 17. században 130 méteres toronnyal bővítették volna, de erre pénzügyi okokból nem került sor. Az Ekkergem városrészben található Szent Márton-templom első említése 941-ből származik. A Szent Anna-templom a 19. században épült.
A Szent Péter- és Szent Bávó-apátságokat a hetedik században alapították. A városban három beginaközösség – Régi Szent Erzsébet, Új Szent Erzsébet és OLV Ter Hooie – jött létre; utóbbi két ház a világörökség része. A Het Pand a 13. században megnyílt domonkos kolostor; ma az egyetem tulajdonában áll.

### Temetők
A város északnyugati részén, Mariakerke városrészben található Westerbegraafplaatsban a genti burzsoázia tagjainak monumentális síremlékei találhatók, emellett látványos temetőkerttel rendelkezik.
A Campo Santo művészek temetkezési helye.

## Parkok
A város jelentősebb parkjai közé tartozik a Citadelpark, illetve a 210 hektáros Bourgoyen-Ossemeersen Természetvédelmi Terület és a százhektáros Blaarmeersen.
A Levende Leie egyes részei (például a Keuzemeersen és Assels tájvédelmi körzetek) Gent területén találhatók.

## Turizmus

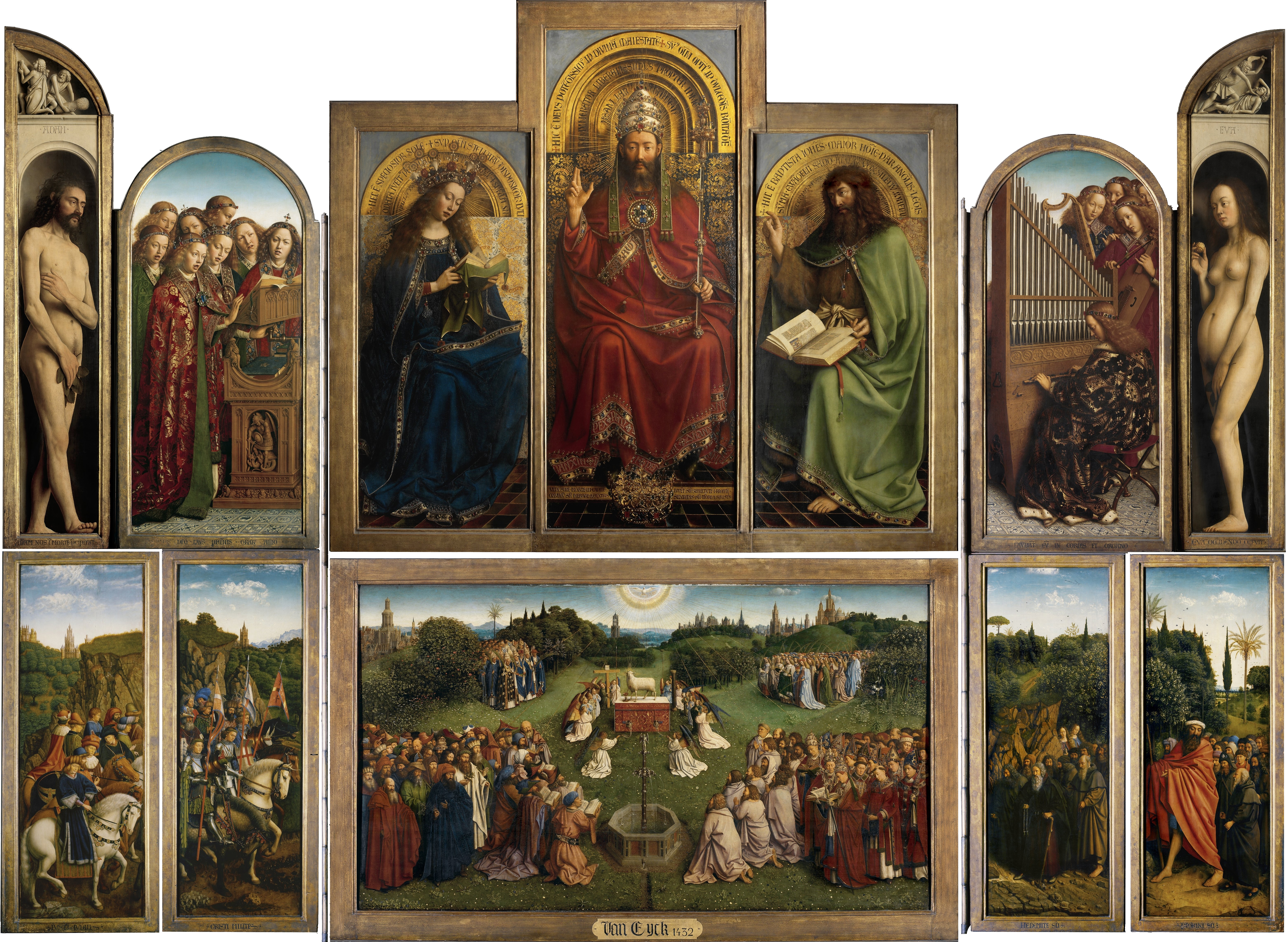
A genti oltár

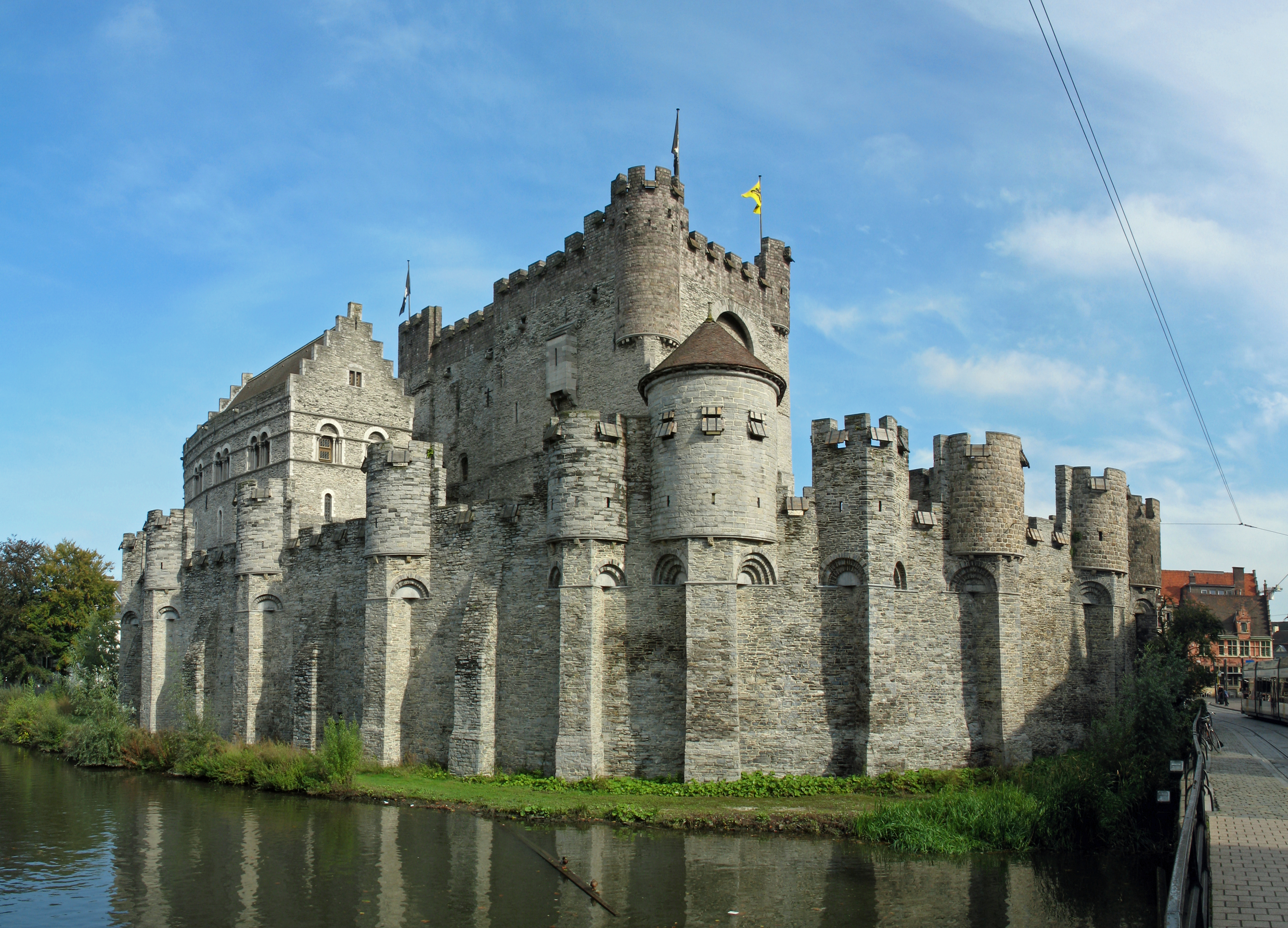
A Gravensteen kastély

### Építészet
A város középkori épületeinek többsége fennmaradt és karbantartják. A városmag autómentes zóna. Jelentősebb látnivalók a Szent Bávó-katedrális (és a genti oltár), a harangláb, a Gravensteen kastély, valamint a Graslei rakpart. Az egyetemi aulát, az operaházat és a bíróságot Louis Roelandt tervezte a 19. században. A modern stílusú épületeket (például az egyetemi könyvtár) Henry Van de Velde tervezte.
A beginaközösségek, a harangláb, valamint a szövetgyár világörökségi helyszínek. A Zebrastraaton egy társadalmi kísérlet keretében a lakóépületeket, valamint a kereskedelmi és kulturális létesítményeket is átalakították.
Jelentős kortárs építmény a De Krook városi könyvtár.

### Múzeumok
A Szépművészeti Múzeumban mások mellett Hieronymus Bosch és Peter Paul Rubens, a kortárs művészeti múzeumban Joseph Beuys és Andy Warhol, a Design Museum Gentben pedig Victor Horta és Le Corbusier művei vannak kiállítva. Az Alijn család lakóháza korábban beginaközösség volt, ma pedig népművészeti kiállítótér, valamint színház és bábszínház működik benne. A MIAT-ban (iparművészeti múzeum) az 1800-as évekre jellemző műhelyeket és üzleteket alakítottak ki.
A városi múzeum (STAM) a város, valamint lakóinak múltját és jelenét mutatja be.

### Éttermek és kulináris hagyományok
A genti és kelet-flandriai pékségek jellemző terméke a mastel nevű bagel, amit Hubertusz-kenyérnek is hívnak, mivel Szent Hubertusz ünnepnapján a mastelt megszentelték abban a hiedelemben, hogy véd a veszettség ellen.
Helyi jellegzetességek még a Leonidas és cuberdon csokoládék, a babelutten cukorkák, valamint a dijonira emlékeztető Tierentyn mustár. Két cuberdonárus 2011 és 2015 közötti viszálya nemzetközi sajtóvisszhangot kapott.
Klasszikus flamand étel a pörkölthöz hasonlító stoofvlees, amihez általában hasábburgonyát és barna trappista sört szolgálnak fel. A nouvelle cuisine stílusban felszolgált waterzooi alapja eredetileg hal, azonban manapság főleg csirkéből készül, mivel a legelfogadottabb elmélet szerint a szennyezett vizek miatt a térség halai kipusztultak.
A világon elsőként Gent vezette be a húsmentes csütörtököt (Donderdag Veggiedag), amikor a tisztviselők, közalkalmazottak és diákok számára vegetáriánus ételeket szolgálnak fel, valamint a vegetáriánus helyeket jelölő térkép is készült. A kampányt a FAO által a húsfogyasztás környezeti hatásait vizsgáló tanulmánya miatt folytatják.

### Rendezvények
A város több nagyobb kulturális rendezvény – Gentse Feesten, Genti Nemzetközi Filmfesztivál (és a filmzenei díjátadó), valamint a Genti Flamand Fesztivál – helyszíne. A Flanders Expo területén ötévente rendezik meg a Gentse Floraliën botanikai kiállítást.
A Gentse Feestent 1969 óta évente rendezik meg; a tíznapos esemény 1–1,5 millió látogatót vonz. 2020-ban és 2021-ben a Covid19-pandémia miatt elmaradt, majd 2022-ben folytatódott.
A Flandriai Fesztivál nyitóeseményét (OdeGand City) Gentben tartják, amikor a történelmi belváros különböző pontjain összesen több száz előadó lép fel.
Antwerpen és Gent voltak a 2021-es Kórusvilágjátékok házigazdái. 2024-ben Gent lesz Európa Ifjúsági Fővárosa.

## Gazdaság
Gent kikötője a város északi részén a harmadik legnagyobb kikötő Belgiumban. A Ghent-Terneuzen csatornán keresztül lehet bejutni. Ez a holland Terneuzen kikötőhöz közel torkollik a tengerbe. A kikötő, másokkal együtt olyan nagy cégeknek dolgozik mint a Sidmar, a Volvo Autó- és Teherautógyár, a Honda és a Stora Enso.
A Genti Egyetem és több kutatásorientált cég helyezkedik el a város központjában és déli részén.
Lévén a legnagyobb város Kelet-Flandriában, Gent sok kórházzal, iskolával és vásárlóutcával rendelkezik.
Az egyre több turista a munkavállalás fő szegmensét jelenti.

### Helyi termékek
A térségben készül a genti keksz, a Tyerentyn mustár és több kézműves sör (például a Gentse Strop) is.

## Közlekedés

### Közút
Nemzetközi utak
- E17: Antwerpen és Lille felé
- E40: Brugge és Brüsszel felé

Helyi utak
- R4: az E17-be és E40-be torkolló körgyűrű Gent körül
- R40: körgyűrű a városmag körül

2020. január 1-jén az R40-es körgyűrűn belüli területen alacsony kibocsátású zónát jelöltek ki, ahova a leginkább szennyező járművek nem hajthatnak be.
A városban számos P + R parkoló található, a legjelentősebbek az 1-es és 4-es villamosok mentén.

### Vasút
- Gent-Sint-Pieters: nemzetközi vasútállomás repülőtéri kapcsolattal
- Gent-Dampoort: az InterCity vonatok indulási helye
- Gentbrugge: megállóhely Sint-Pieters és Dampoort állomások között
- Drongen: állomás Drongen kerületben
- Gent-Zeehaven: állomás a kikötőben

### Tömegközlekedés
Gent villamos- és buszvonalait a De Lijn üzemelteti.
Villamosok
- 1: Flanders Expo – Evergem
- 2: Zwijnaarde Bibliotheek – Melle Leuw
- 4: UZ – Moscou

Buszok
- 3: Mariakerke – Gentbrugge (korábban trolibusz)
- 5: Van Beverenplein – Nieuw-Gent
- 6: Watersportbaan – Mariakerke
- 8: AZ Sant-Licas – Arteveldepark
- 9: Mariakerke – Gentbrugge
- 17/18: Drongen – Oostakker
- 38/39: Blaarmeersen – Sint Amandsberg

A várost helyközi autóbuszok is érintik, melyek Sint-Pieters, Dampoort, Zuid vagy Rabbot pályaudvarok egyikén állnak meg. A nemzetközi autóbuszok (Eurolines, Megabus, Flixbus) Dampoort pályaudvarról indulnak. A Flibco repülőtéri autóbuszai Sint-Pieters buszpályaudvarra érkeznek.

### Kerékpáros közlekedés
Európa városai közül Gentben található a legnagyobb kerékpáros terület: 400 kilométer kerékpárút és hétszáz egyirányú utca, ahova kerékpárral az ellenkező irányból is be szabad hajtani. Itt található az ország első „kerékpáros sugárútja”, ahol az autóknak tilos a bicikliket megelőzniük. 2013-ban egy felmérést követően kerékpártárolókat helyeztek ki, 2017 óta pedig a lámpaciklusok a kerékpárosokat részesítik előnyben. Egy hétvége alatt 80 utca lámpáit hangolták át és 2500 jelzőtáblát cseréltek. A módosítással az autómentes zóna területe több mint kétszeresére nőtt, az autóforgalom pedig a belső körgyűrűre (R40) szorult ki.
2010-ben Gent-Sint-Pieters vasútállomás felújításakor tízezer kerékpártárolót alakítottak ki, 2020-ban pedig földalatti garázsok építésébe kezdtek; célul a 17 ezer tárolóhelyet tűzték ki.

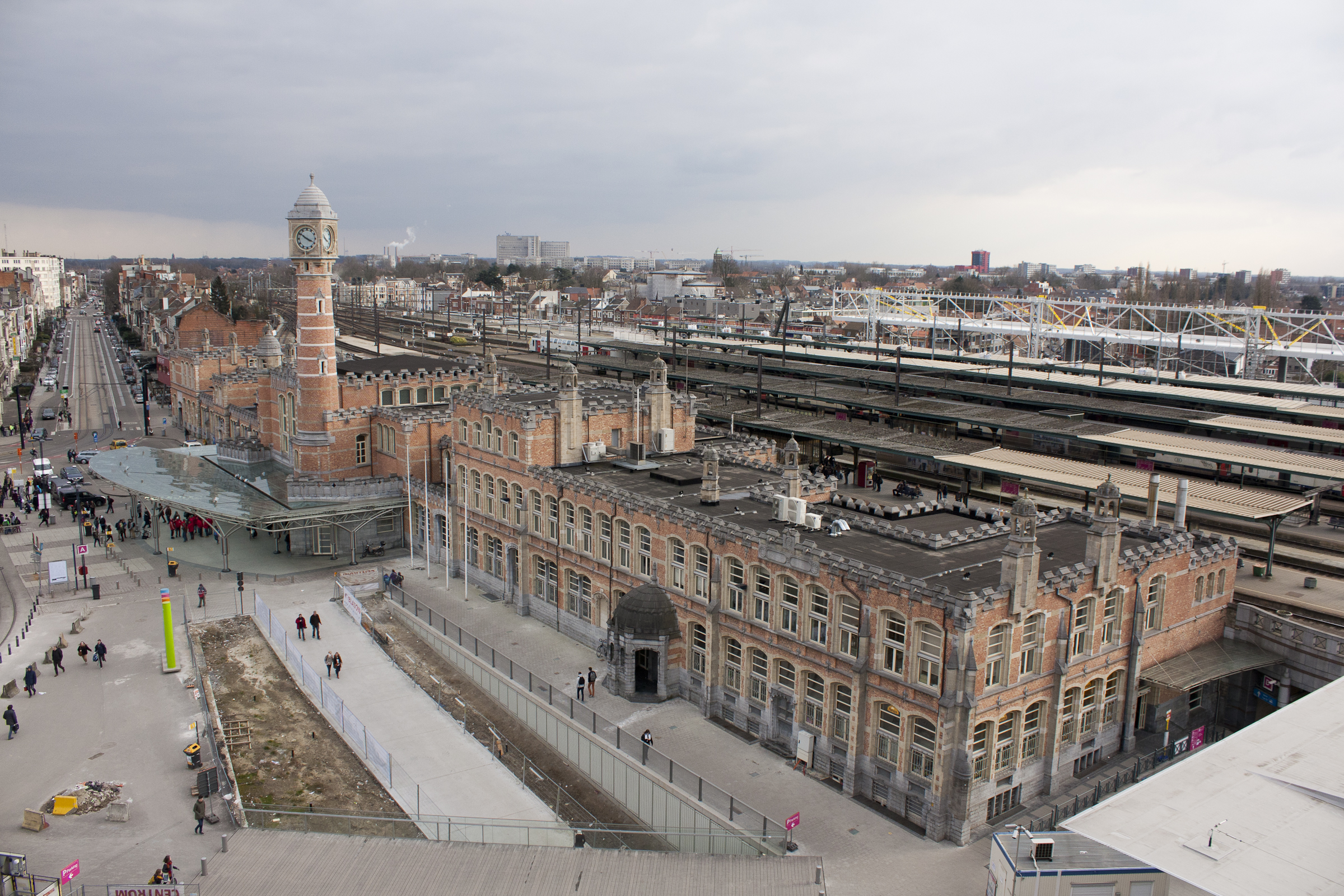
Gent Sint-Pieters vasútállomás
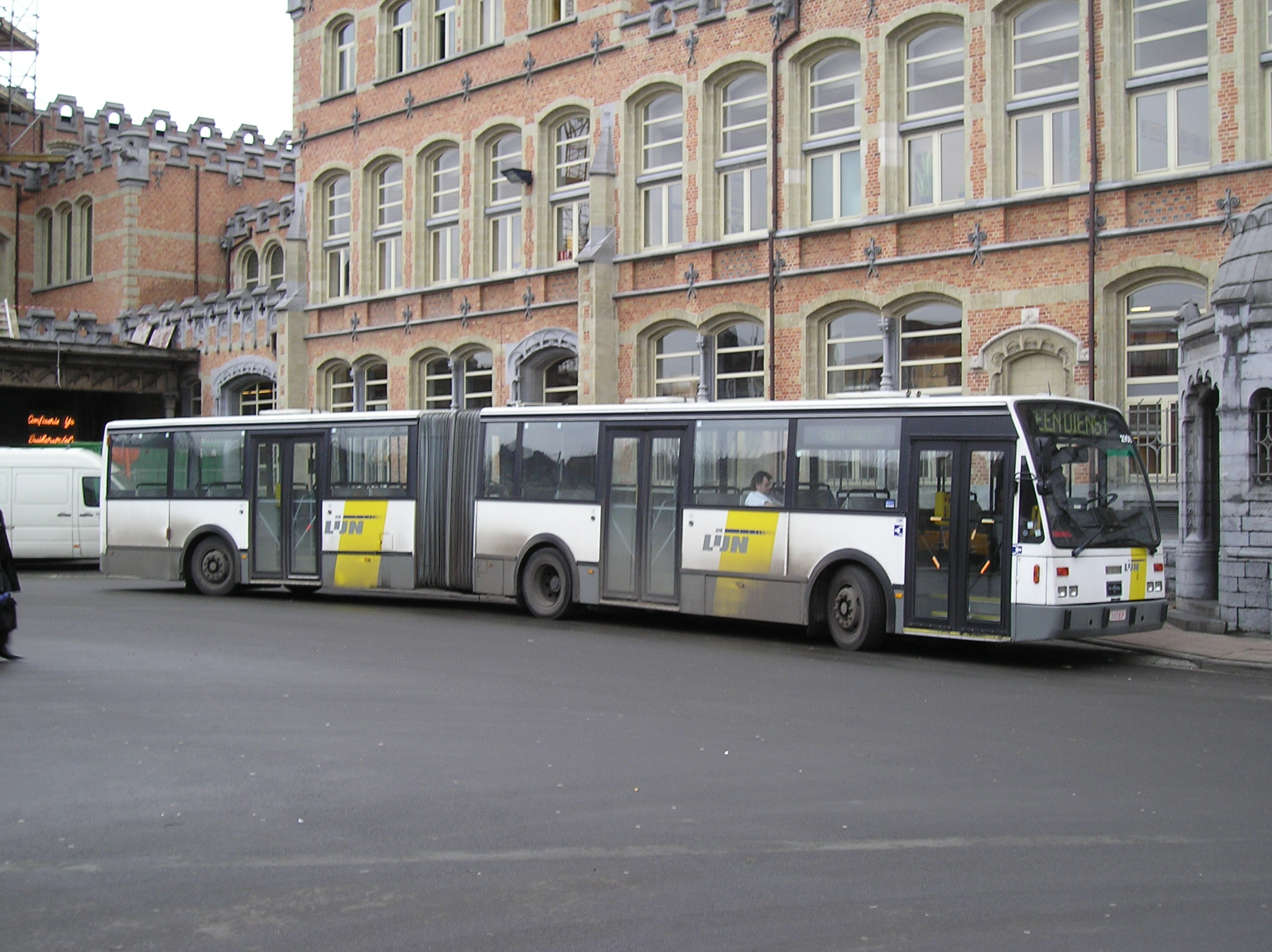
Van Hool AG700 autóbusz
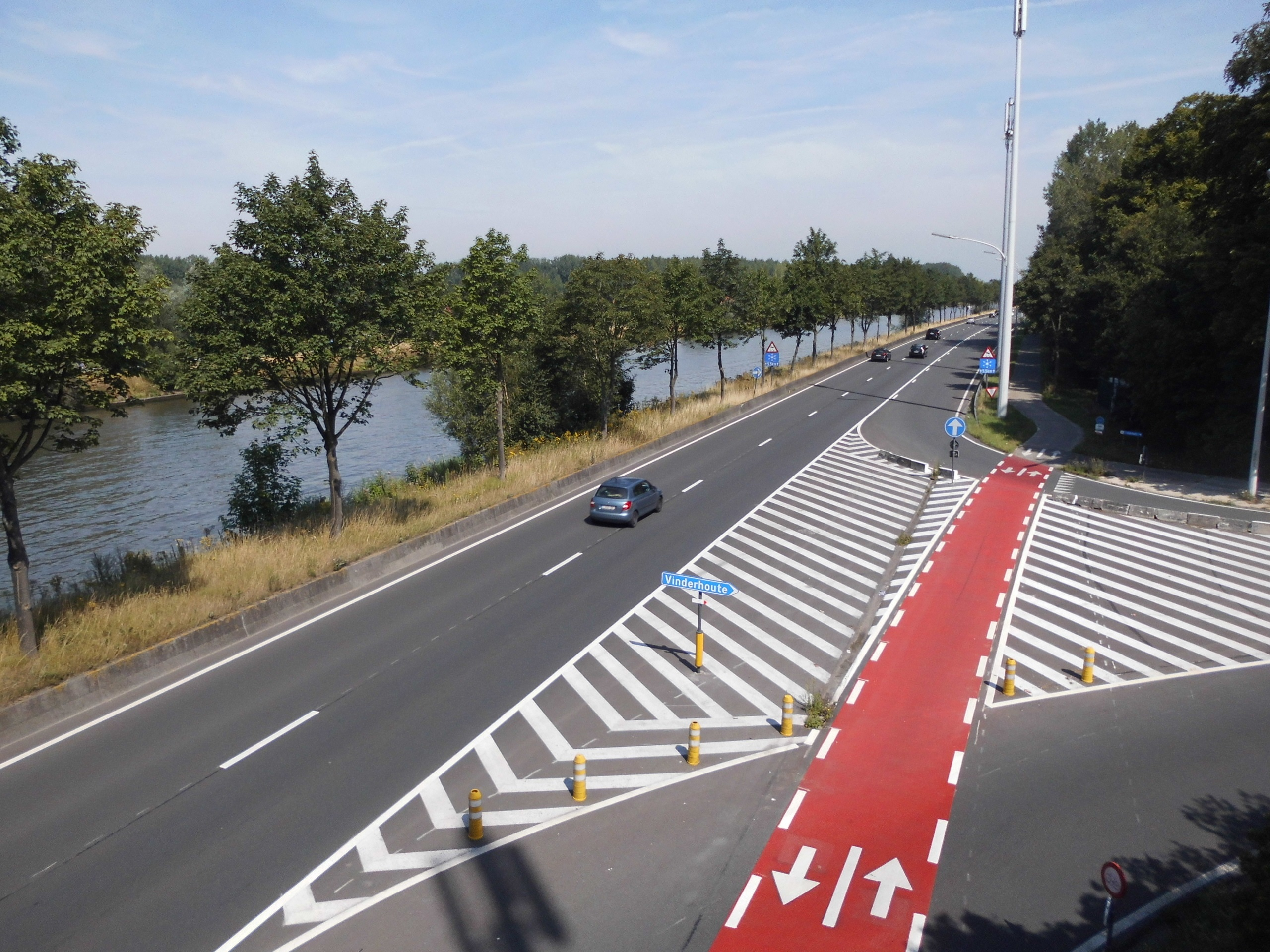
Az R4-es körgyűrű

## Média
Újság
- De Gentenaar, az ország második legrégebbi újságja

Rádió
- ZenFM
- Radio Roeland
- Urgent.fm

### Legfelső szintű tartomány
2014 óta a város saját legfelső szintű tartománnyal rendelkezik (.gent).

## Sport
A belga labdarúgó-bajnokság első osztályában a várost a KAA Gent képviseli, amely 2015-ben országos bajnok lett. A KRC Gent a labdarúgó-bajnokság negyedosztályában játszik. Az 1920. évi nyári olimpiai játékok egyik focimeccsét Gentben rendezték.
A hatnapos Zesdaagse Vlaanderen-Gent kerékpárversenyt évente a Kuipke velodrómban rendezik meg. Az országúti kerékpárversenyek nyitóeseményét (Omloop Het Nieuwsblad) Gentben tartják. A Gent–Wevelgem versenyt ma Deinzében rendezik meg.
A Nemzetközi Atlétikai Szövetség éves versenyének helyszíne a Flamand Sportaréna, ahol Hisám el-Gerúzs kétszeres olimpiai bajnok az 1997-es mérföldfutáson 3:48,45-ös időrekordot állított fel. Az arénában rendezték meg a 2015-ös Davis-kupa Belgium és az Egyesült Királyság közötti teniszdöntőjét.

## Nevezetes személyek és csoportok
- V. Károly német-római császár, Gent szülötte
- XVIII. Lajos francia király, a száznapos uralom alatt Gentben töltötte száműzetését
- Adolphe Quetelet, matematikus és statisztikus
- Alexander Agricola, zeneszerző
- Bradley Wiggins, kerékpárversenyző
- Cédric Van Branteghem, atléta
- Charles John Seghers, jezsuita lelkész és misszionárius
- Charlotte Adigéry, belga-karibi zenész
- Charlotte de Witte, lemezlovas és producer
- Cornelius Canis, zeneszerző, az V. Károly-kápolna zenei igazgatója
- Corneille Heymans, Nobel-díjas fiziológus
- Daniël Heinsius, reneszánsz tudós
- Albrecht François Lieven és Juliaan Joseph, festők
- Emma De Vigne, festő
- Frans Ackerman, flamand politikus és katonai vezető
- Frans de Potter, író
- Frans Rens, író
- Gabriel Ríos, zenész
- Gaelle Mys, tornász
- Gaspar de Crayer, festő
- Genti Henrik, középkori teológus
- Genti János lancasteri herceg, III. Eduárd fia
- Gerard Mortier, operaigazgató
- Geo Verbanck, szobrász
- Gustave Van de Woestijne, festő
- Hippolyte Metdepenningen, politikus és ügyvéd
- Hugo van der Goes, festő
- Jacob Obrecht, zeneszerző
- Jacob van Artevelde, politikus
- Jacques Rogge, a Nemzetközi Olimpiai Bizottság korábbi elnöke
- Jan Frans Willems, író
- Jan van Eyck, festő
- Joseph Guislain, orvos
- Josse Boutmy, orgonista és zeneszerző
- Karel van de Woestijne, író
- Kevin De Bruyne, labdarúgó
- Leo Hendrik Baekeland, a bakelit feltalálója
- Marthe Boël, feminista
- Maurice Maeterlinck, drámaíró és költő
- Patrick Sercu, kerékpárversenyző
- Paul de Vigne, szobrász
- Pedro de Gante, misszionárius
- Pierre Louÿs, költő
- Suzanne Lilar, dráma- és regényíró
- Szent Bávó, a város védőszentje
- Szent Livinus, mártír
- Soulwax, rockegyüttes
- Tiesj Benoot, kerékpárversenyző
- Victor Horta, építész
- Willy De Clercq, politikus
- Xavier Henry, kosárlabdázó

## Testvérvárosai
- Kanazava, Japán

2021-ben Kanazavát kivéve minden korábbi testvérvárossal megszakították a kapcsolatot. Korábbi testvértelepülések:
- Melle, Németország
- Mohammedia, Marokkó
- Nottingham, Egyesült Királyság
- Saint-Raphaël (Var), Franciaország
- Tallinn, Észtország
- Wiesbaden, Németország

A nemzetközi önkormányzati együttműködés keretében Gent további egy várossal tart fenn kapcsolatot:
- Mangaung, Dél-afrikai Köztársaság

## Egyéb
A Galaxis útikalauz stopposoknak című regényben Gent mint sértés szerepel – a Zaphod u Ghent és Belgium mint a legförtelmesebb szitokszó a galaxisban.

## Fordítás
- Ez a szócikk részben vagy egészben  a   Gent című holland Wikipédia-szócikk fordításán alapul.  Az eredeti cikk szerkesztőit annak laptörténete sorolja fel. Ez a jelzés csupán a megfogalmazás eredetét és a szerzői jogokat jelzi, nem szolgál a cikkben szereplő információk forrásmegjelöléseként.
- Ez a szócikk részben vagy egészben  a   Ghent című angol Wikipédia-szócikk fordításán alapul.  Az eredeti cikk szerkesztőit annak laptörténete sorolja fel. Ez a jelzés csupán a megfogalmazás eredetét és a szerzői jogokat jelzi, nem szolgál a cikkben szereplő információk forrásmegjelöléseként.